# Bari Lotsawa
Bari Lotsawa (1040-1111) « le traducteur de Bari », Rinchen Drakpa, nom indien Ratnakirti, est un bouddhiste tibétain des débuts du sarmapa qui rapporta d’Inde et du Népal des enseignements mahāyāna et tantriques, dont les Cent Sadhanas de Vagishvarakirti. Il fut, entre autres, le maître de Sachen Kunga Nyingpo et le deuxième Sakya Trizin (1103-1111). 
Il serait né au Kham et aurait décidé de partir en Inde vers 14 ans. Sur les conseils d’Atisha, il aurait pris pour maître principal Vajrasanapati (Dorje Denpa). 
Au Ngari, il aurait étudié les principales œuvres de Nāgārjuna avec Parahita. Il aurait travaillé au monastère de Tholing du royaume de Gugé dans l’actuel Xian de Zanda.
En 1103, il est appelé à Sakya pour remplacer Khön Köntchok Gyalpo, fondateur de Sakyapa, à la tête de l’école et poursuivre l’éducation bouddhique de son fils Sachen. Il lui transmet de nombreux enseignements tantriques kriya et charya dont les Cent Sadhanas, ainsi que d’autres concernant les anuttara tantra de Guhyasamāja, Yamantaka et Hevajra. Il est à l’origine d’une des traditions Mahakala et de quatre enseignements ésotériques (Kurukulla, Kamaraja, Simhamukha et Manjusri noir) de l’école Sakyapa.
Il existe une lignée monastique prétendant remonter à Bari Lotsawa. Son monastère, originellement situé au Ü-Tsang, a été transféré à Gantok, Sikkim.